# Buell Motorcycle Company
Buell Motorcycle Company fou una empresa fabricant de motocicletes nord-americana amb seu a East Troy (Wisconsin). Va ser fundada el 1983 per Erik Buell (antic enginyer de Harley-Davidson) i onze col·laboradors més a Mukwonago (Wisconsin). El 1990, a causa del seu poc èxit comercial, l'empresa va entrar en dificultats financeres i Harley-Davidson en va adquirir el 51% del paquet d'accions, mentre que Erik Buell en conservà el 49% restant. D'ençà del 1998 i fins al 2009, en què que va tancar definitivament, l'empresa va ser propietat de Harley-Davidson. Més tard, Erik Buell va fundar la nova empresa Erik Buell Racing, encara activa actualment.

## Característiques

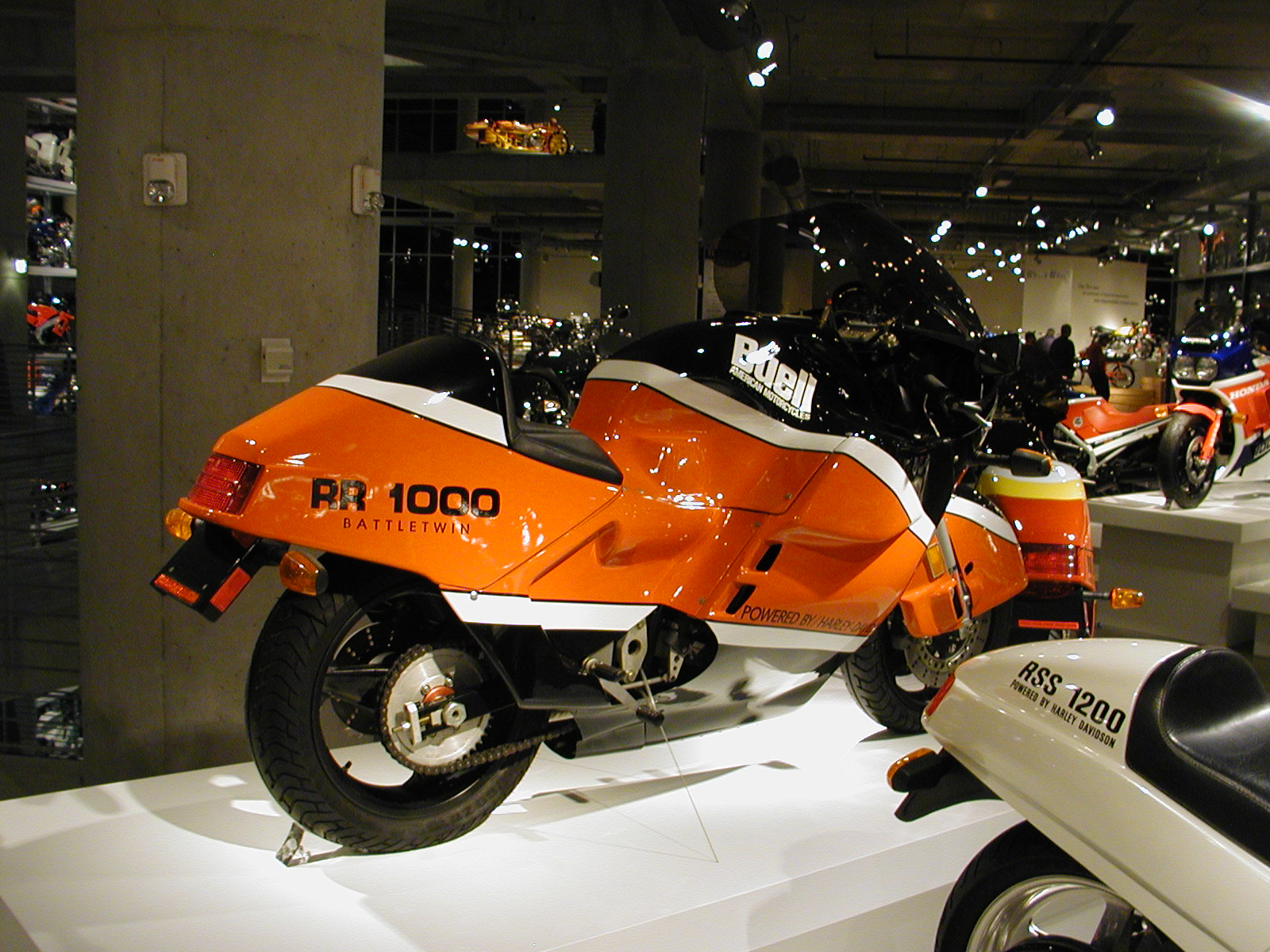
Buell RR1000 Battletwin (2006)

Els primers models fabricats per l'empresa estaven equipats amb el motor de 1.000 cc de la sèrie Sportster de Harley-Davidson. Aquest motor estava muntat en un xassís de disseny radical que, entre altres coses, incloïa un sistema de suspensió poc convencional. El xassís únic i la discreta potència del motor Harley feia d'aquestes motos uns exemplars únics al mercat, per bé que menys potents i més cars que les motocicletes de la mateixa categoria produïdes pels fabricants japonesos.
Allò que distingeix les Buell de la resta de motocicletes esportives és la filosofia de construcció de la moto, encarada a donar el màxim plaer a qui la condueix sigui quin sigui el seu nivell d'habilitat. En particular, destaca per fugir de la recerca de les altes prestacions que ofereixen sovint els altres fabricants. Aquesta filosofia es resumeix en allò que el mateix Buell defineix com a "la trilogia de la tecnologia", és a dir, masses centrades, pes mínim de masses no suspeses (tot el que hi ha a la moto en contacte amb el terra, com les rodes) i un bastidor rígid a la torsió. Altres innovacions introduïdes en aquestes motocicletes són l'ús de les parts buides del bastidor i del basculant com a dipòsits de combustible (al bastidor) i d'oli de motor (al basculant).
Les característiques de la Buell ajuden a crear una moto esportiva més àgil i neta que concentra les innovacions tecnològiques a favor de la sensació de conducció més que no pas en altres parts com ara el motor (el qual és un DOHC refrigerat per aire de carrera llarga).

## Models

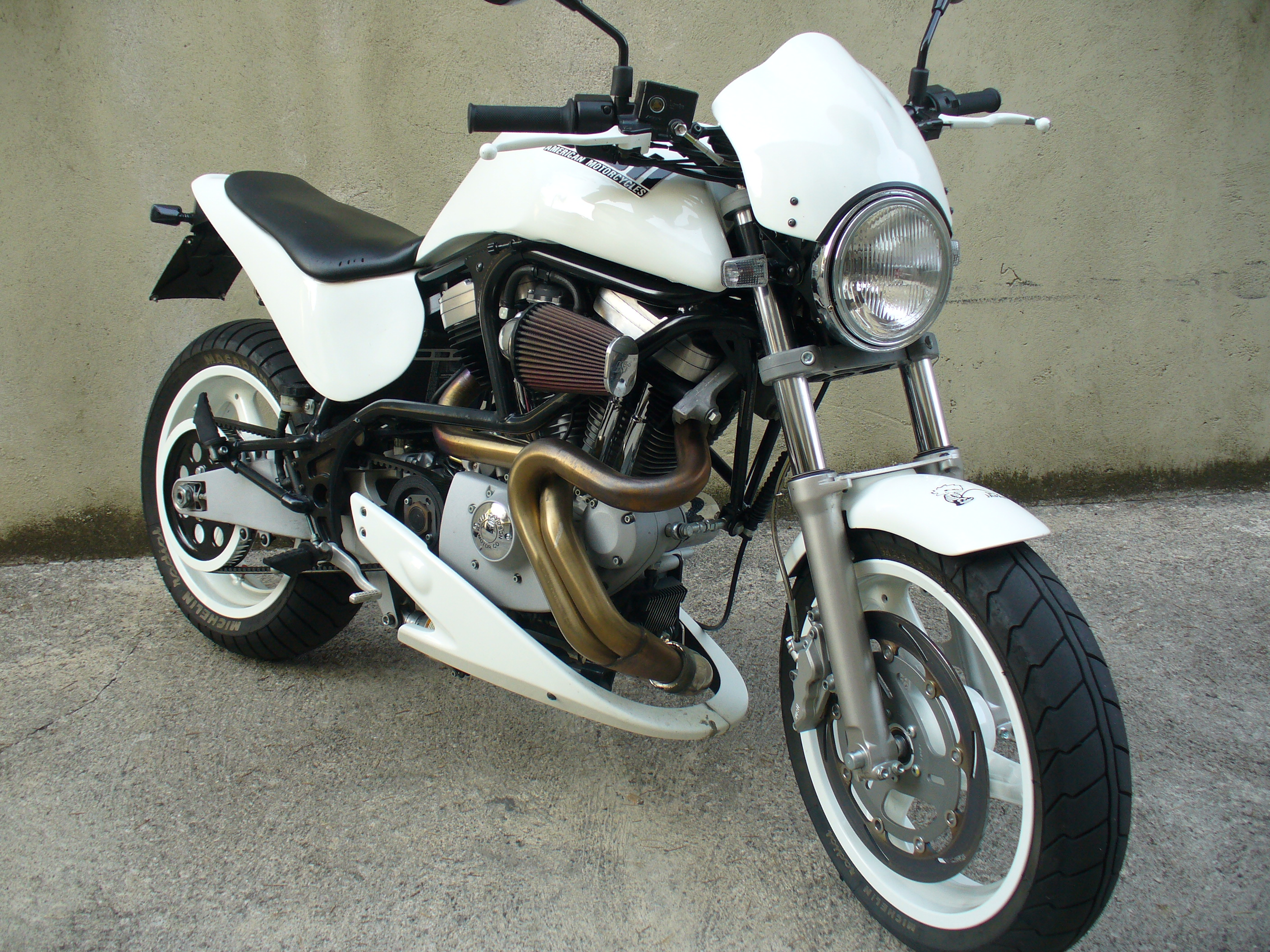
Buell M2 Cyclone (2000)

Tret dels primers models emprats pel mateix Erik Buell per a competir en curses americanes al tombant de la dècada del 1970, tots els models de motocicleta Buell estaven equipats amb el clàssic motor V2 de quatre temps de la gamma Sportster de Harley-Davidson. Inicialment, aquests motors derivaven estrictament del que duia a l'època la XR 1000, de 1.000 cc. Quan Harley-Davidson va acabar la producció d'aquest motor es va adoptar el de 1.203 cc de la mateixa gamma, sensiblement modificat, el qual, a les versions més avançades assolia una potència d'uns 100 CV, mentre que les versions equivalents muntades a les Harley no superaven els 60. Els anys 1996 i 1998 es va millorar el motor tot instal·lant-hi peces dissenyades pel mateix Buell. El 2003 Buell va presentar un motor totalment nou i molt eficient que complia la normativa d'emissions que havia de regir fins al 2006.
La primera motocicleta produïda per Buell va ser la RR1000, que va adoptar el motor de la XR1000 esportiva de Harley-Davidson. La RR era més ràpida i lleugera que la moto estàndard (tant, que la va acabar substituint). El 1989 va aparèixer la RR1200, amb un motor més modern, mentre que el 1990 es va presentar la RS1200, un model en què s'havia revisat el xassís i que es prestava a un ús més pràctic (per exemple, estava equipada amb un selló de dues places en comptes del monoplaça dels models anteriors). A aquest model el van seguir els S2 i S2T Thunderbolt, més tard els S1 Lightning, M2 Cyclone, S3 i S3T Thunderbolt i, finalment, l'X1 Lightning.
El model Blast és l'únic de la gamma que està equipat amb un motor monocilíndric de 34 CV (25 kW) i 492 cc. La Firebolt XB12R, amb un motor de 1.203 cc, és la més potent juntament amb la Lightning. Cal destacar que en els darrers temps, algunes Buell (els models 1125R i 1125CR) estaven equipades amb un motor de 1.125 cc derivat de Rotax que s'anomenava Helicon (fou l'únic motor no Harley-Davidson que emprà Buell).

### Gamma
Al moment del seu tancament al 2009 l'empresa tenia en catàleg els següents models:

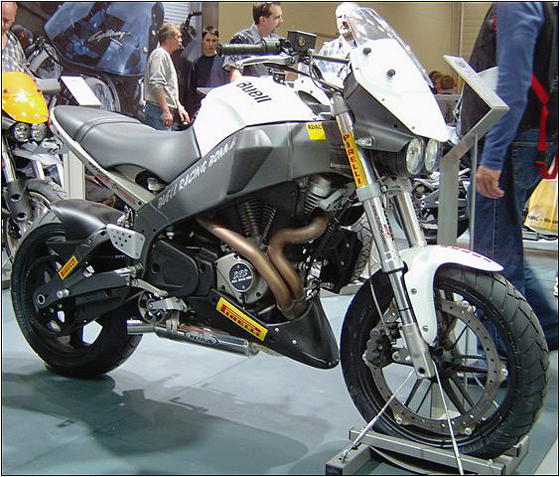
Buell Ulysses (2006)

| Model                   | Motor    | Cilindrada | Potència        |
| ----------------------- | -------- | ---------- | --------------- |
| Lightning XB12Scg       | V2 a 45° | 1.203 cc   | 94 CV (69 kW)   |
| Lightning Long XB12Ss   | V2 a 45° | 1.203 cc   | 94 CV (69 kW)   |
| Lightning City X XB12SX | V2 a 45° | 1.203 cc   | 94 CV (69 kW)   |
| Lightning City X XB9SX  | V2 a 45° | 984 cc     | 86 CV (63 kW)   |
| Ulysses XB12X           | V2 a 45° | 1.203 cc   | 94 CV (69 kW)   |
| Ulysses XB12XT          | V2 a 45° | 1.203 cc   | 94 CV (69 kW)   |
| 1125R                   | V2 a 72° | 1.125 cc   | 146 CV (109 kW) |
| 1125CR                  | V2 a 72° | 1.125 cc   | 146 CV (109 kW) |